# Koszokop
Koszokop:
1. rodzaj okopu, tj. rowu z ustawionymi na brzegach koszami wypełnionymi ziemią, stworzonego dla osłony pracujących od pocisków nieprzyjaciela. Znane były koszokopy pojedyncze, podwójne, lotne (wiązki koszokopowe) i kryte. Zwykle stosowane jako osłona ludzi prowadzących prace saperskie w pobliżu twierdz, ale także przy budowie doraźnych umocnień, również o charakterze sanitarnym jak warszawskie okopy Lubomirskiego[1].
2. inaczej sapy – żołnierze-saperzy wykonujący fortyfikacje z koszy wiklinowych[2].